# 조정시
조정시(? ~ 1677)는 조선 중기에 김석주의 정치형 첩자로 활동하였던 인물이다.